# Wu Zhiqiang
Wu Zhiqiang (en chino: 吴智强, 10 de abril de 1994) es un deportista chino que compite en atletismo. Participó en los Juegos Olímpicos de Tokio 2020, obteniendo una medalla de bronce en la prueba de 4 × 100 m.

## Palmarés internacional
| Juegos Olímpicos | Juegos Olímpicos | Juegos Olímpicos  | Juegos Olímpicos |
| Año              | Lugar            | Medalla           | Prueba           |
| ---------------- | ---------------- | ----------------- | ---------------- |
| 2020             | Tokio (Japón)    | Medalla de bronce | 4 × 100 m        |